# Stylistický prostředek
Stylistický prostředek (též stylistická, básnická nebo řečnická figura) je jazykový prostředek odchylující se od norem běžného sdělovacího jazyka.
Stylistické prostředky byly vyvinuty a systematizovány v antickém Řecku. Účelem bylo vytvořit vytříbený jazyk, kterým by se u posluchače vyvolal určitý účinek (poučit, pobavit, citově pohnout). Stylistické prostředky se uplatnily především v básnictví a v rétorice (v politické řeči, ve slavnostním projevu a projevu před soudem). Od středověku se jich užívalo také v kazatelství.

## Syntaktické
Užívání a vypouštění spojovacích výrazů.
Asyndeton
Vynechání spojek (např.: „a“ ve výčtu).
Funkce: zdůraznění samostatnosti jednotlivých složek, navození situačního napětí, prudkého dějového spádu
Polysyndeton
Nadbytek spojek, nejčastěji slučovací „a“ a „i“.
Funkce: zdůraznění, stupňování, někdy spojeno s gradací
Parenteze
Vsuvka, gramaticky samostatné vložení myšlenky, oddělené obyčejně pomlčkami.
Syntakticky se jedná o větu hlavní, ale významově o větu vedlejší, která přináší doplňkovou informaci.

## Slovosledné
Odchylky od pravidelného slovosledu.
Zeugma
Případ, kdy sloveso má několik předmětů, ale syntakticky se váže jen k jednomu.
Elipsa
Vynechání větných členů, jež jsou zřejmé z kontextu. Běžné v hovorové řeči („je šest“).
Příklad: Tělo jeho – skála na skále ležící (Erben)
Anakolut
Vyšinutí z větné vazby, změna započaté konstrukce.
Inverze
Změna gramaticky obvyklého, stylisticky bezpříznakového pořádku slov.
Funkce: zdůraznění některé složky výpovědi, rytmická organizace, emocionální podbarvení.
Anastrofa
Inverze dvouslovného či dvoučlenného typu.
Příklad: krátký je život náš

## Řečnické
Rozpor mezi gramatickým a aktuálním obsahem výpovědi. Obsah je tímto aktualizován.
Řečnická otázka
Formou otázky se něco oznamuje, neočekává se odpověď, může se tak vyjádřit i rozkaz.
Funkce: expresivita, přesvědčivost.
Řečnická odpověď
Mluvčí si odpovídá na řečnickou otázku neočekávaným způsobem.
Příklad: Co je radost v zlaté síni? V purpur přioděná lež. (Hálek)
Apostrofa
Řečník osloví někoho, od koho nemůže očekávat odpověď (nepřítomná osoba, předmět).
Apoziopeze
Významová i intonační neukončenost výpovědi.
Exklamace
Zvolání.
Příklad: Jaká krása!
Antiteze
Spojení slov protikladných významů, nastolení obrazu, který je vzápětí popřen. Antiteze bývá třídílná: 1. to je X, 2. to není X, 3. to je Y.
Subiectio
Pojem pochází z rétoriky, znamená otázku i odpověď zároveň.
Dubitatio
Předstírání slovní nemohoucnosti.
Paralepse
Prohlášení, že o nějaké věci nelze mluvit, dosáhne se však toho, že se na ni naopak upozorní.

## Vzniklé hromaděním

### Hromadění hlásek
Aliterace
Opakování téže hlásky (skupiny hlásek) na začátku dvou nebo více sousedních slov (či spojení).
Paronomázie
Hromadění týchž morfémů (kořenů, kmenů slov), které nemusí být významově příbuzné. Vztah ale může být i pouze zdánlivý (hromadění podobně znějících slov).
Příklad: Skleničko ty skleněná.
Figura etymologova
Spojení slova s jeho odvozeninou.
Příklad: podvedený podvodník

### Hromadění slov
Anafora
Opakování téhož slova nebo skupiny slov na začátku sousledných veršů, vět, nebo částí vět.
Funkce: zdůraznění (naléhavost, gradace), rytmus.
Příklad: Ach moře… / Ach moře…
Epifora
Opakování týchž slov na konci veršů nebo vět.
Funkce: umocnění významu opakovaného výrazu.
Příklad: Co to máš na té tkaničce / na krku, na té tkaničce? (Erben)
Epanastrofa
Opakování téhož slova na konci předešlého a na začátku následujícího verše.
Funkce: zesílení kompoziční návaznosti, významové zatížení a vystupňování detailu.
Epizeuxis
Opakování téhož slova nebo skupiny slov v jednom verši (větě), a to buď bezprostředně za sebou, nebo po vložení jiného slova.
Funkce: zvyšuje zvukovou působivost věty, akcentuje význam opakovaného celku.
Enumerace
Výčet, záměrné vypočítávání široké řady slov.
Příklad: I tys poznal žalost smutek stesk a lásku. (Vítězslav Nezval)

### Hromadění celých struktur
Paralelismus
Opakování stejných nebo podobných syntaktických konstrukcí
Chiasmus
Kombinace paralelismu a inverze, vzniká opačný slovosled (typicky ABBA)
Příklad: Umění je dlouhé, krátký je život náš.

### Hromadění významů
Pleonasmus
Užití více slov stejného nebo blízkého významu k označení jediné skutečnosti.
Příklad: modrý blankyt, slyšeti ušima
Tautologie
Rozvedení téhož sdělení dvěma synonymními výrazy.
Příklad: položivot a polosmrt
Amplifikace
Rozšíření výpovědi tím, že se táž věc opakuje z několika hledisek.
Hyperbola
Nadsázka, vědomé přehánění.
Příklad: Liane! Ten stydlivý, vyděšený bledočervený anděl!
Litotes
Zmírnění výrazu tím, že se neguje jeho opak.
Příklad: Není to špatné.
Gradace
Uspořádání slov nebo slovních spojení blízkého významu od nejslabšího k nejsilnějšímu (klimax) nebo opačně (antiklimax).
Příklad klimaxu: Tys vrchol blaha, štěstí, plesu, slávy. (Vrchlický)